# En Davar
En Davar är en låt framförd av Tal Sondak. Den är skriven av Yair Klinger och Shimrit Orr.
Låten var Israels bidrag i Eurovision Song Contest 2001 i Köpenhamn i Danmark. I finalen den 12 maj slutade den på sextonde plats med 25 poäng.